# François Romain Cambouliu

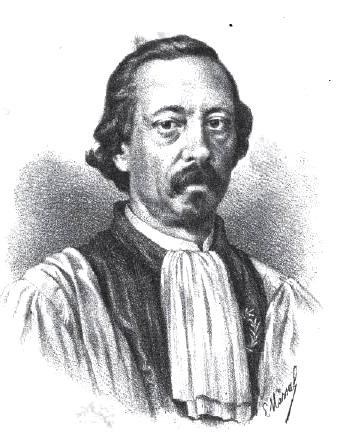
François Romain Cambouliu (1870)

François Romain Cambouliu (* 9. August 1820 in Amélie-les-Bains-Palalda; † 29. Oktober 1869 in Montpellier) war ein französischer Romanist, Katalanist und Provenzalist.

## Leben und Werk
Cambouliu studierte in Montpellier (Abschluss 1844) und unterrichtete in Schulen in Perpignan (1841), Bédarieux (1843), Pau (1854), Algier (1847), Toulouse (1850) und Montpellier (1854).
1855 wurde er an der Universität Toulouse promoviert mit den Thèses Les femmes d'Homère (Paris 1855) und De praecipuis historiae incrementis ab Herodoto usque ad Bossuetii tempora (Toulouse 1854) und lehrte ab 1859 Alte Literatur an der Universität Straßburg. Von 1862 bis zu seinem frühen Tod war er Professor für Alte Literatur an der Universität Montpellier.
Cambouliu gehört zu den Wiederentdeckern der altkatalanischen Literatur. Seine Untersuchung von 1855 wurde ins Katalanische übersetzt und erfuhr Nachdrucke 1911 (katalanisch) und 2010 (französisch).

## Werke
- Essai sur l'histoire de la littérature catalane, Montpellier 1855 (70 Seiten), Paris 1858, Nîmes 2010 (189 Seiten; katalanisch: Assaig histórich sobre la literatura catalana antiga; auch in: Història de la literatura catalana antiga. Aplech d'estudis per la seva formació, Barcelona 1911, zusammen mit einem Text von Manuel Milà i Fontanals)
- Renaissance de la Poésie Provençale à Toulouse au XIVe siècle, in: Jahrbücher für romanische und englische Literatur 3, 1860, 2. Heft